# Heterrhachispa
Heterrhachispa là một chi bọ cánh cứng trong họ Chrysomelidae.
Chi này được miêu tả khoa học năm 1957 bởi Gressitt.

## Các loài
Chi này gồm các loài:
- Heterrhachispa kurandae (Gressitt, 1957)